# Palazzo Legambi
Il Palazzo Legambi è un palazzo nobiliare di Cefalù.

## Descrizione
È un palazzo settecentesco, innalzato presso la torre sud della cattedrale dalla famiglia Legambi in stile neoclassico. La facciata presenta sul piano nobile una partizione a lesene, che inquadrano balconi con timpani alternativamente triangolari e semicircolari. Le altre aperture sono delimitate da semplici cornici piatte. Interessanti il portale decentrato in relazione alla situazione topografica, e le decorazioni in conci di tufo giallastro, che spiccano sul resto delle parti intonacate.